# Маріупольський коледж мистецтв
Маріупольський коледж мистецтв — вищий навчальний заклад I рівня акредитації в Маріуполі. Засноване у 1966 році як Жданівське музичне училище. В 1989 - 2017 роках - Маріупольське державне музичне училище.

## Спеціальності
- Фортепіано
- оркестрові струнні інструменти
- оркестрові духові та ударні інструменти
- хорове диригування
- акторська майстерність

## Відомі випускники
Серед випускників училища:
- народний артист України В'ячеслав Редя, головний диригент Запорізької філармонії з 1987 року.
- Отюгов Сергій Миколайович (01 серпня 1956 — 24 серпня 2018) року — музикант, викладач музики, диригент вищої категорії оркестру управління МВС України у Вінницькій області, художній керівник Міського естрадно-духового оркестру «ВінБенд», головний диригент — художній керівник обласного естрадно-духового оркестру «Подоляни», заслужений діяч мистецтв України.
- Волошин Євген Анатолійович (* 1987) — викладач вокалу та хоровий диригент.
- Шабанова Тетяна Данилівна (* 1967) — українська піаністка класичного та джазового напрямів, педагог, композитор, музикознавець.
- Слуцький Ігор Миколайович (* 1969) — співак та композитор.